# Lysianassa (Tochter des Epaphos)
Lysianassa (altgriechisch Λυσιάνασσα Lysiánassa) ist in der griechischen Mythologie eine Tochter des Epaphos. Sie gebar dem Poseidon den Busiris, der Priester des Osiris und ägyptischer König wurde.